# World Puzzle Federation
De World Puzzle Federation (WPF) is de internationale organisatie voor logische puzzels zoals sudoku, kamertje verhuren of hitori. Per land kan één organisatie lid van de WPF zijn; in Nederland is dat WCPN. België is geen lid van de WPF.
De WPF organiseert sinds 1992 Wereldkampioenschappen voor logische puzzels. Sinds 2006 is daar een apart Wereldkampioenschap sudoku bij gekomen.